# Tadeusz Lewowicki
Tadeusz Lewowicki (ur. 2 lipca 1942 w Nagórzance k. Czortkowa, zm. 18 sierpnia 2024 w Warszawie) – polski pedagog, profesor nauk humanistycznych, nauczyciel akademicki Wydziału Pedagogicznego Uniwersytetu Warszawskiego, specjalności naukowe: dydaktyka, psychologia różnic indywidualnych, psychologia uczenia się.

## Życiorys
Urodził się w rodzinie inteligenckiej, syn Tadeusza, prawnika, i Bronisławy z Myszograjów, nauczycielki. Ukończył studia pedagogiczne na Uniwersytecie Warszawskim. Tam też w 1972 uzyskał stopień doktora nauk humanistycznych w zakresie pedagogiki a w 1977 otrzymał stopień doktora habilitowanego. Profesorem zwyczajnym został w 1982. W latach 1978–1981 był prodziekanem Wydziału Pedagogicznego UW, w latach 1981–1985 wicedyrektorem Instytutu Polityki Naukowej, Postępu Technicznego i Szkolnictwa Wyższego. W 1985 został dyrektorem Instytutu Badań Pedagogicznych i funkcję tę pełnił do 1989. W 1995 został rektorem Wyższej Szkoły Pedagogicznej ZNP w Warszawie.
Był także wykładowcą Uniwersytetu Śląskiego w Katowicach i innych uczelni.
W latach 1993–2007 był przewodniczącym Komitetu Nauk Pedagogicznych PAN.
Inne pełnione funkcje:
- redaktor naczelny czasopisma „Ruch Pedagogiczny” (nominacja w 1984)
- przewodniczący Rady Naukowej Zarządu Głównego Towarzystwa Wiedzy Powszechnej (wybór w 1986)
- wiceprzewodniczący Komitetu Ekspertów ds. Edukacji Narodowej (1987–1989)
- członek Centralnej Komisji do Spraw Stopni i Tytułów (1988–2009)
- członek Rady ds. Reformy Edukacji Narodowej (1996–1997)[2]

Uzyskał tytuły doktora honoris causa Akademii Pedagogicznej w Krakowie, Uniwersytetu Opolskiego i Uniwersytetu Śląskiego w Katowicach.
Pochowany na cmentarzu Bródnowskim w Warszawie (kwatera 52I-1-24).

## Wybrane publikacje
- Psychologiczne różnice indywidualne a osiągnięcia uczniów (1975, 2 wyd. 1977)
- Indywidualizacja kształcenia. Dydaktyka różnicowa (1977)
- Kształcenie uczniów zdolnych (1980, 2 wyd. 1986)
- Treści kształcenia w szkole wyższej (współred. 1983)
- Aspiracje dzieci i młodzieży (1987)
- Proces kształcenia w szkole wyższej (1988)
- Przemiany oświaty (1994)
- Problemy kształcenia i pracy nauczycieli (1995)
- Przemiany oświaty: szkice o ideach i praktyce edukacyjnej (4 wyd. 1997)
- Problemy pedeutologii na przełomie XX i XXI wieku (współred. Z. Jasiński, (2000)
- Problemy kształcenia i pracy nauczycieli (2007)
- O tożsamości, kondycji i powinnościach pedagogiki (2007)[2]